# Graun (Graun im Vinschgau)

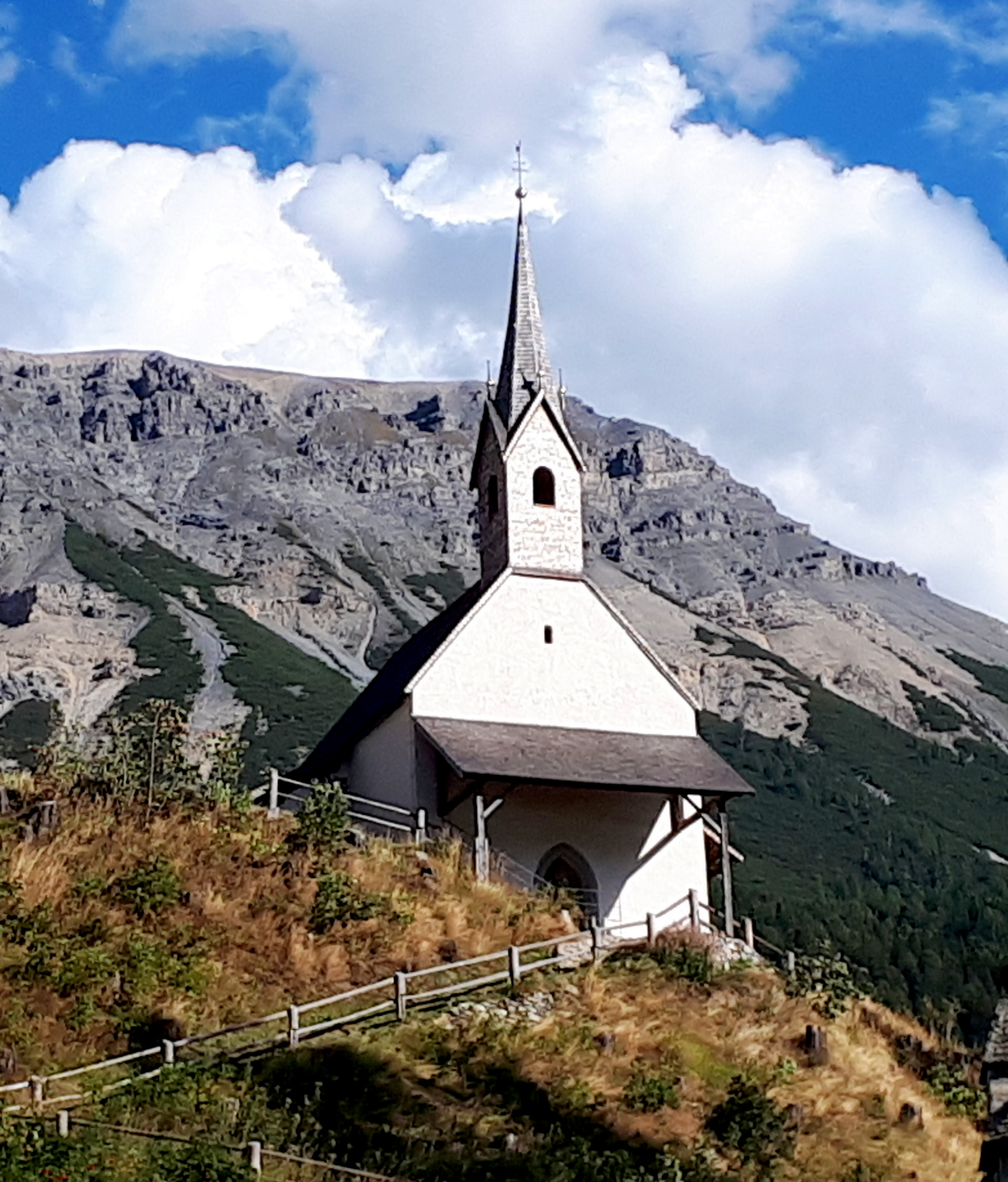
St.-Anna-Kapelle

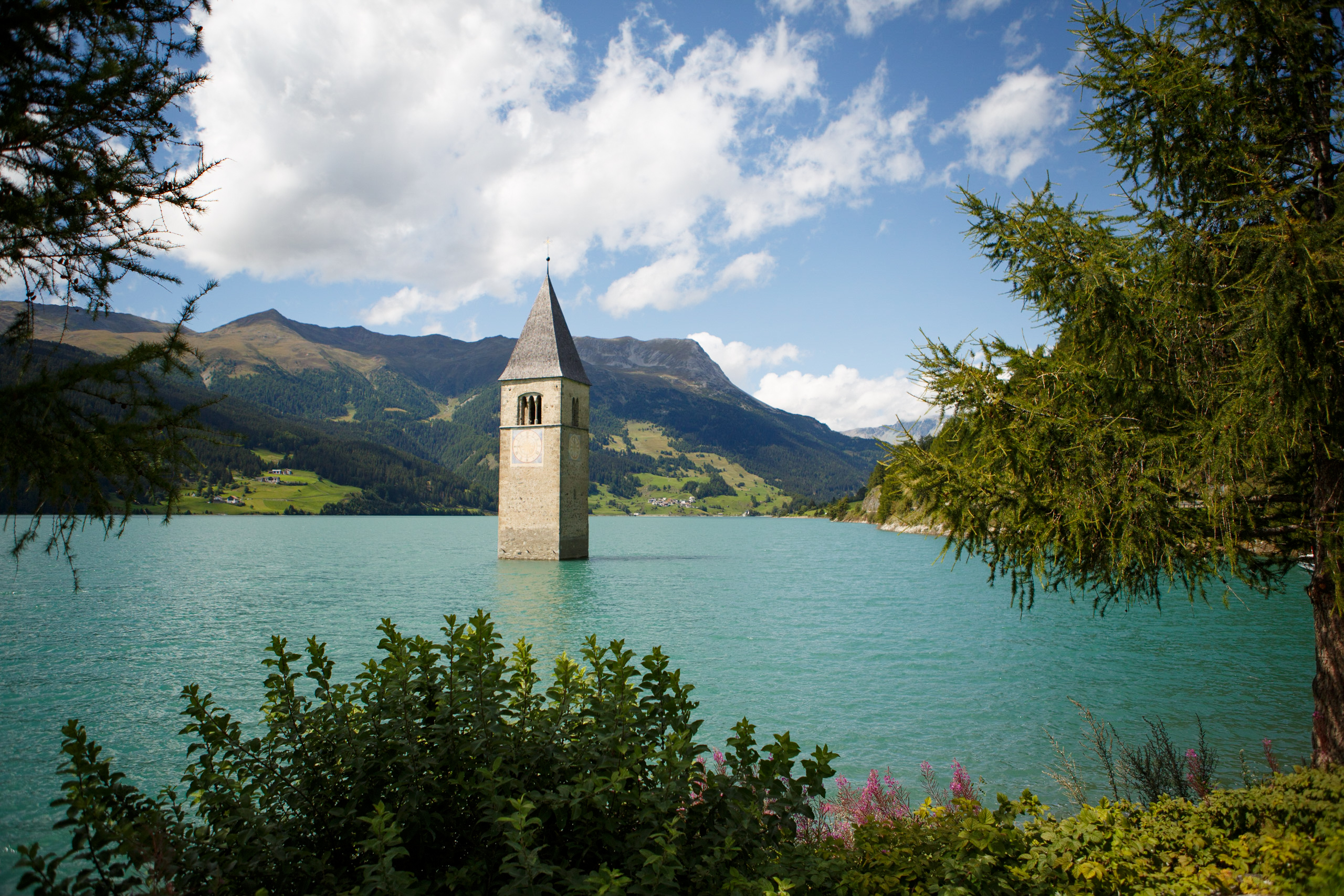
Der aus dem Reschensee aufragende Turm der alten Pfarrkirche St. Katharina

Graun (italienisch Curon) ist ein Dorf in Südtirol sowie Fraktion und Verwaltungssitz der Gemeinde Graun im Vinschgau. Bekannt ist die Ortschaft insbesondere für den aus dem Reschensee aufragenden alten Kirchturm.

## Lage
Die Ortschaft befindet sich im Vinschgau bzw. Vinschger Oberland an der Stelle, wo das Langtauferer Tal vom Etschtal abzweigt. Das von der SS 40 durchquerte Dorf liegt auf knapp über 1500 m Höhe auf der orographisch linken, östlichen Talseite, wo der Karlinbach in den Reschensee fließt. Wenige Kilometer nördlich verläuft am Reschenpass die italienisch-österreichische Staatsgrenze. 

## Geschichte
1165–1166 ist der Ortsname erstmals in einer lateinischen Urkunde der Grafen von Tirol als Curunes genannt. Es liegt rätoromanisch curuna ‚runder Felskopf‘ zugrunde. Das ursprüngliche Dorf Graun war etwas näher am Talboden entstanden. 1928 wurde Graun zum Hauptort der neuen Großgemeinde, in der außer Graun noch die bis dahin eigenständigen Gemeinden Reschen, Langtaufers und St. Valentin auf der Haide aufgingen. 
Nach dem Zweiten Weltkrieg setzte der Montecatini-Konzern gegen den Willen der Einwohner die Stauung des Reschensees zur Stromgewinnung durch. Die Gebäude der alten Siedlung mussten im Sommer 1950 abgetragen werden, bevor Graun nach und nach unterging. Am 9. Juli 1950 zogen die Ortsbewohner nach dem letzten Sonntagsgottesdienst in einer Prozession aus der alten Pfarrkirche.  
Am 24. Juli 1950 wurde die Kirche gesprengt, nur der denkmalgeschützte Turm aus dem 14. Jahrhundert blieb erhalten. (Standort: ⊙) Ersatzweise entstand das heutige Graun etwas höher am Hang. Abgesehen vom aus dem Reschensee aufragenden Turm besteht an alter Bausubstanz noch auf einem kleinen Hügel unweit des neuen Ortszentrums eine 1521 eingeweihte spätgotische Annakapelle. Die neue Pfarrkirche St. Katharina im Ortskern ist ein Werk des Architekten Erich Pattis. 

## Bildung
In Graun gibt es eine Grundschule für die deutsche Sprachgruppe.

## Rezeption
- Der Ort ist Schauplatz der italienischen Netflix-Serie Curon, welche am 10. Juni 2020 veröffentlicht wurde. Darin rankt sich ein Fluch um den Glockenturm und den Reschensee.
- Graun ist Mittelpunkt des Romans Ich bleibe hier von Marco Balzano (2020).[3] Darin geschildert ist das Schicksal einer Familie und der letztlich vergebliche Versuch, während der 1920er bis 1950er Jahre im Dorf zu bleiben und sich dem Staudammbau zu widersetzen, der zur Anhebung des Reschensees und zur Überflutung und Zerstörung des Ortes führte.